# Phoenix Mercury 2023
La stagione 2023 delle Phoenix Mercury fu la 27ª nella WNBA per la franchigia.
Le Phoenix Mercury arrivarono seste nella Western Conference con un record di 9-31, non qualificandosi per i play-off.

## Roster
| N° | Naz.                   | Ruolo | Sportivo           | Anno | Alt. | Peso |
| -- | ---------------------- | ----- | ------------------ | ---- | ---- | ---- |
| 1  | Stati Uniti (bandiera) | G     | Sug Sutton         | 1998 | 173  | 64   |
| 2  | Stati Uniti (bandiera) | G     | Evina Westbrook    | 1998 | 183  | 71   |
| 3  | Stati Uniti (bandiera) | G     | Diana Taurasi      | 1982 | 183  | 78   |
| 8  | Stati Uniti (bandiera) | G     | Moriah Jefferson   | 1994 | 168  | 56   |
| 9  | Stati Uniti (bandiera) | G     | Sophie Cunningham  | 1996 | 185  | 77   |
| 10 | Stati Uniti (bandiera) | C     | Megan Gustafson    | 1996 | 191  | 88   |
| 11 | Stati Uniti (bandiera) | G     | Shey Peddy         | 1988 | 170  | 66   |
| 12 | Stati Uniti (bandiera) | A     | Michaela Onyenwere | 1999 | 183  | 81   |
| 14 | Stati Uniti (bandiera) | GA    | Sam Thomas         | 1999 | 183  | 77   |
| 20 | Stati Uniti (bandiera) | A     | Liz Dixon          | 2000 | 196  | 88   |
| 21 | Stati Uniti (bandiera) | A     | Brianna Turner     | 1996 | 191  | 77   |
| 23 | Stati Uniti (bandiera) | G     | Ashley Joens       | 2000 | 183  | 73   |
| 25 | Stati Uniti (bandiera) | G     | Jennie Simms       | 1994 | 183  | 75   |
| 25 | Stati Uniti (bandiera) | GA    | Madi Williams      | 1999 | 180  | 74   |
| 30 | Francia (bandiera)     | A     | Kadi Sissoko       | 1999 | 188  | 75   |
| 33 | Stati Uniti (bandiera) | G     | Destanni Henderson | 1999 | 170  | 63   |
| 42 | Stati Uniti (bandiera) | C     | Brittney Griner    | 1990 | 203  | 94   |
| 81 | Stati Uniti (bandiera) | C     | Alaina Coates      | 1995 | 193  | 102  |

## Staff tecnico
- Allenatori: Vanessa Nygaard (2-10) (fino al 25 giugno)[1], Nikki Blue (7-21)
- Vice-allenatori: Nikki Blue (fino al 25 giugno), Tully Bevilaqua, Taja Edwards, Charli Turner
- Preparatore atletico: Hannah Breck
- Preparatore fisico: Derrick Nillissen